# وورتمبرگ ۵۹۰۴
سیارک ۵۹۰۴ (به انگلیسی: 5904 Wurttemberg، نامگذاری:1989AE7) پنج هزار و نهصد و چهارمین سیارک کشف شده‌است که در ۱۰ ژانویه ۱۹۸۹ کشف شد.
قدر مطلق سیارک برابر ۱۲٫۹۰ است.